# زاك دافيسون
زاك دافيسون (بالإنجليزية: Zack Davisson)‏ هو كاتب ومحرر ومحاضر وباحث ومترجم، اشتهر على وجه الخصوص بترجمة مانغا شيغيرو ميزوكي وماتسوموتو ليجي. وهو معروف أيضًا بأعماله في الفولكلور الياباني والأشباح.
كتب دافيسون كتابه الأول في عام 2015، واسمه يوري: الشبح الياباني. وواصل دافيسون ترجمة أعمال شيغيرو ميزوكي، فنان المانغا والمؤرخ الشهير في اليابان، إلى اللغة الإنجليزية. وقد استشهد دافيسون بالكاتب الياباني لافكاديو هيرن كمصدر إلهام لأعماله، وقد أطلق على نفسه اسم «لافكاديو هيرن العصر الحديث».

## الحياة الشخصية
ولد دافيسون في أنهايم لكنه نشأ في سبوكان في ولاية واشنطن. كان يتطلع إلى أن يكون فنانًا، مما أرسى أسس إبداعه وحياته المهنية في نهاية المطاف. حصل على ماجستير في الدراسات اليابانية من جامعة شيفيلد. كما شارك بنشاط في برنامج JET وعاش في اليابان من 2001 إلى 2008. تزوج من ميوكي دافيسون في أوساكا. يعيش حاليًا في سياتل في واشنطن.

## المسار المهني
بدأ دافيسون حياته المهنية كصحفي مستقل، قبل أن يعمل كاتبًا ومحررًا في مجلات يابانية معروفة. خلال حياته الطلابية في الجامعة، خطرت له فكرة أن يكون مترجمًا أيضًا. بعد ترجمة القليل من الأعمال باللغة الإنجليزية، اكتسب شهرة كافية لترجمة أعمال شيجيرو ميزوكي. كانت أول ترجمة احترافية له هي سلسلة المانجا شوا: تاريخ اليابان لميزوكي. يدير موقعًا على شبكة الإنترنت، Hyakumonogatari.com، حيث تُنشر أعماله المترجمة عن المانجا وأساطير الرعب اليابانية.